# Matteo Furlan
Matteo Furlan (* 29. Mai 1989 in San Vito al Tagliamento) ist ein italienischer Freistilschwimmer, spezialisiert auf die Freiwasserdisziplinen.

## Erfolge
Seine erste Medaille bei Italienischen Meisterschaften gewann er 2011 mit dem dritten Platz über 1500 m Freistil in 14:45,97 min. Im selben Jahr belegte er bei den Kurzbahneuropameisterschaften in Stettin über dieselbe Strecke den 7. Platz.
Bei den Mittelmeerspielen 2013 in Mersin gewann er eine Bronzemedaille über 1500 m und im selben Jahr bei der Sommer-Universiade 2013 in Kasan die Goldmedaille über 10 km; zwei Jahre später bei der Sommer-Universiade 2015 im südkoreanischen Gwangju wurde es Silber auf der gleichen Strecke.
Auf der Kasanka in Kasan war ihm 2015 noch einmal ein großer Erfolg beschieden: Über 5 km belegte er bei den Schwimmweltmeisterschaften in 55:20,0 min den dritten Platz hinter dem Südafrikaner Chad Ho (55:17,6) und dem mit dem Sieger zeitgleichen Deutschen Rob Muffels. Über 25 km gewann er in 4:54:38,0 h ebenfalls die Bronzemedaille hinter seinem Landsmann Simone Ruffini und dem US-Amerikaner Alex Meyer.